# Kälviä

Wappen der ehemaligen Gemeinde Kälviä

Kälviä [ˈkælviæ] (schwedisch Kelviå) ist eine ehemalige Gemeinde in der finnischen Landschaft Mittelösterbotten und heute ein Teil der Stadt Kokkola.
Kälviä liegt 18 Kilometer östlich der Kernstadt von Kokkola etwas landeinwärts von der Küste des Bottnischen Meerbusens. Außer dem gleichnamigen Kirchdorf gehörten zur Gemeinde Kälviä die Dörfer Hilli, Honkimaa, Jatkojoki, Jokikylä, Karhulahti, Kleemola, Miekkoja, Nissi, Passoja, Peitso, Peltokorpi, Porkola, Riippa, Rimpilä, Rita, Ruotsalo, Vuolle und Välikylä. Die Fläche der Gemeinde betrug 685,1 km², die Einwohnerzahl lag zuletzt bei 4.594.
Kälviä wurde 1639 als eigenständiges Kirchspiel aus Kokkola gelöst. Ursprünglich umfasste es auch Ullava, das sich 1904 selbständig machte. Zum Jahresbeginn 2009 wurde Kälviä zusammen mit Lohtaja und Ullava in die Stadt Kokkola eingemeindet.
Die Kirche von Kälviä ist eine hölzerne Kreuzkirche und stammt aus dem Jahr 1905.

## Persönlichkeiten
- Kauno Kleemola (1906–1965), Politiker
- Matti Herronen (* 1933), Radrennfahrer
- Esko Hautamäki (* 1941), Radrennfahrer